# Sent Jòrge de Negremont
Sent Jòrgi Negre Mont (en francès Saint-Georges-Nigremont) és una comuna (municipi) de França, a la regió de la Nova Aquitània, departament de la Cruesa, al districte d'Aubusson i cantó de Crocq.
La seva població al cens de 1999 era de 168 habitants. Està integrada a la Communauté de communes du Haut Pays Marchois.

## Demografia
| 1968 | 1975 | 1982 | 1990 | 1999 |
| ---- | ---- | ---- | ---- | ---- |
| 246  | 200  | 183  | 156  | 168  |

## Administració
| Període | Identitat     | Partit |
| ------- | ------------- | ------ |
| 2001-   | René Roulland |        |